# Цоколанти - Фрати Минори (Мачерата)
Цоколанти - Фрати Минори је насеље у Италији у округу Мачерата, региону Марке.
Према процени из 2011. у насељу је живело 8 становника. Насеље се налази на надморској висини од 295 м.